# Inbar Lavi
Inbar Lavi (Hebreeuws: ענבר לביא) (Ramat Gan, 27 oktober 1986) is een Israëlische-Amerikaanse actrice. 

## Biografie
Lavi werd geboren en groeide op in Ramat Gan bij een joodse familie. In haar jeugd leed zij aan extreme vorm van astma, zij moest elke 45 minuten gebruikmaken van een inhalator. Tijdens deze tijd bracht zij haar tijd door met het kijken van films en besloot toen om actrice te worden. Zij studeerde ballet en moderne dans aan de Kiarat Sharet School of Arts in Holon en studeerde acteren aan de Sophie Moskowitz School of Acting in Tel Aviv. Toen zij zestien jaar was verhuisde zij naar New York voor haar acteercarrière, na acht maanden verhuisde zij hiervoor naar Los Angeles.
Lavi begon in 2008 met acteren in de televisieserie Privileged, waarna zij nog meerdere rollen speelde in televisieseries en films.

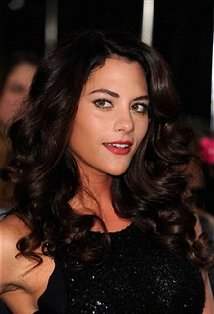
Inbar Lavi in 2012

## Filmografie

### Films
- 2021: Eight Gifts of Hanukkah - als Sarah
- 2018: Sorry for Your Loss - als Lori Wall
- 2015: The Last Witch Hunter - als Sonia
- 2013: House of Dust - als Emma
- 2012: For the Love of Money - als Talia
- 2012: Immigrants - als Miri Yechiel
- 2011: Underground - als Lillith trog
- 2011: Getting That Girl - als Jenna Jeffries
- 2011: Street Kings 2: Motor City - als Leilah Sullivan
- 2011: Tales of an Ancient Empire - als Alana

### Televisieseries
Uitgezonderd eenmalige gastrollen.
- 2022: Fauda - als Shani Russo - 12 afl.
- 2019-2021: Lucifer - als Eve - 14 afl.
- 2020: Stumptown - als Max - 3 afl.
- 2017-2018: Imposters -  als Maddie - 20 afl.
- 2017: Prison Break Sequel - als Sheba - 9 afl.
- 2015: The Last Ship - als luitenant Ravit Bivas - 6 afl.
- 2014: Sons of Anarchy - als Winsome - 2 afl.
- 2014: Gang Related - als Veronica 'Vee' Dotsen - 13 afl.
- 2012-2013: Underemployed - als Raviva - 12 afl.